# Intercontinental GT Challenge 2019
Die Intercontinental GT Challenge 2019 war die 4. Saison der Intercontinental GT Challenge. Es wurden zum ersten Mal in der Geschichte der Meisterschaft fünf Rennen auf allen fünf Kontinenten (Afrika, Australien, Asien, Europa und Nordamerika) ausgetragen. Mit 8 an der Meisterschaft beteiligten Herstellern trat ein Rekordfeld in der weltweit ausgetragenen GT3 Meisterschaft an. Das erste Rennen fand am 3. Februar in Bathurst und das letzte Rennen fand am 23. November in Kyalami statt. Erst beim letzten Saisonrennen fiel die Entscheidung in der Fahrerwertung zugunsten von Porsche-Werkspilot Dennis Olsen. Es war nach 3 Hersteller-Titeln in Folge für Audi das erste Mal in der Geschichte der seit 2016 ausgetragenen weltweiten GT3-Meisterschaft, das mit Porsche ein anderer Hersteller die inoffizielle GT3-WM-Wertung gewann.

## Fahrer & Teams
| Hersteller   | Team                                         | Fahrzeug                     | Nr. | Fahrer                 | Wertung | Rennwochenende |
| ------------ | -------------------------------------------- | ---------------------------- | --- | ---------------------- | ------- | -------------- |
| Audi         | Audi Sport Team WRT                          | Audi R8 LMS GT3 Evo          | 1   | Robin Frijns           | P       | 3              |
| Audi         | Audi Sport Team WRT                          | Audi R8 LMS GT3 Evo          | 1   | Nico Müller            | P       | 3              |
| Audi         | Audi Sport Team WRT                          | Audi R8 LMS GT3 Evo          | 1   | René Rast              | P       | 3              |
| Audi         | Audi Sport Team WRT                          | Audi R8 LMS GT3 Evo          | 2   | Alex Riberas           | P       | 3              |
| Audi         | Audi Sport Team WRT                          | Audi R8 LMS GT3 Evo          | 2   | Frank Stippler         | P       | 3              |
| Audi         | Audi Sport Team WRT                          | Audi R8 LMS GT3 Evo          | 2   | Dries Vanthoor         | P       | 3              |
| Audi         | Audi Sport Team WRT                          | Audi R8 LMS GT3 Evo          | 10  | Christopher Haase      | P       | 2              |
| Audi         | Audi Sport Team WRT                          | Audi R8 LMS GT3 Evo          | 10  | Dries Vanthoor         | P       | 2              |
| Audi         | Audi Sport Team WRT                          | Audi R8 LMS GT3 Evo          | 10  | Frédéric Vervisch      | P       | 2              |
| Audi         | Audi Sport Team WRT                          | Audi R8 LMS GT3 Evo          | 25  | Kelvin van der Linde   | P       | 4-5            |
| Audi         | Audi Sport Team WRT                          | Audi R8 LMS GT3 Evo          | 25  | Dries Vanthoor         | P       | 4-5            |
| Audi         | Audi Sport Team WRT                          | Audi R8 LMS GT3 Evo          | 25  | Frédéric Vervisch      | P       | 4-5            |
| Audi         | Audi Sport Team Valvoline                    | Audi R8 LMS GT3              | 2   | Christopher Haase      | P       | 1              |
| Audi         | Audi Sport Team Valvoline                    | Audi R8 LMS GT3              | 2   | Christopher Mies       | P       | 1              |
| Audi         | Audi Sport Team Valvoline                    | Audi R8 LMS GT3              | 2   | Markus Winkelhock      | P       | 1              |
| Audi         | Audi Sport Team Valvoline                    | Audi R8 LMS GT3              | 22  | Kelvin van der Linde   | P       | 1              |
| Audi         | Audi Sport Team Valvoline                    | Audi R8 LMS GT3              | 22  | Garth Tander           | P       | 1              |
| Audi         | Audi Sport Team Valvoline                    | Audi R8 LMS GT3              | 22  | Frédéric Vervisch      | P       | 1              |
| Audi         | Melbourne Performance Centre                 | Audi R8 LMS GT3              | 3   | Matt Neal              | PA      | 1              |
| Audi         | Melbourne Performance Centre                 | Audi R8 LMS GT3              | 3   | Gordon Shedden         | PA      | 1              |
| Audi         | Melbourne Performance Centre                 | Audi R8 LMS GT3              | 3   | Pete Storey            | PA      | 1              |
| Audi         | Melbourne Performance Centre                 | Audi R8 LMS GT3              | 9   | Marc Cini              | PA      | 1              |
| Audi         | Melbourne Performance Centre                 | Audi R8 LMS GT3              | 9   | Dean Fiore             | PA      | 1              |
| Audi         | Melbourne Performance Centre                 | Audi R8 LMS GT3              | 9   | Lee Holdsworth         | PA      | 1              |
| Audi         | Audi Team Hitotsuyama                        | Audi R8 LMS GT3 Evo          | 21  | Richard Lyons          | P       | 4              |
| Audi         | Audi Team Hitotsuyama                        | Audi R8 LMS GT3 Evo          | 21  | Alessio Picariello     | P       | 4              |
| Audi         | Audi Team Hitotsuyama                        | Audi R8 LMS GT3 Evo          | 21  | Ryuichiro Tomita       | P       | 4              |
| Audi         | Audi Sport Team Saintéloc                    | Audi R8 LMS GT3 Evo          | 25  | Christopher Haase      | P       | 3              |
| Audi         | Audi Sport Team Saintéloc                    | Audi R8 LMS GT3 Evo          | 25  | Frédéric Vervisch      | P       | 3              |
| Audi         | Audi Sport Team Saintéloc                    | Audi R8 LMS GT3 Evo          | 25  | Markus Winkelhock      | P       | 3              |
| Audi         | Audi Sport Team Land                         | Audi R8 LMS GT3 Evo          | 29  | Christopher Mies       | P       | 2, 5           |
| Audi         | Audi Sport Team Land                         | Audi R8 LMS GT3 Evo          | 29  | Markus Winkelhock      | P       | 2, 5           |
| Audi         | Audi Sport Team Land                         | Audi R8 LMS GT3 Evo          | 29  | Kelvin van der Linde   | P       | 2              |
| Audi         | Audi Sport Team Land                         | Audi R8 LMS GT3 Evo          | 29  | Christopher Haase      | P       | 5              |
| Audi         | Audi Sport Team Absolute Racing              | Audi R8 LMS GT3 Evo          | 125 | Christopher Haase      | P       | 4              |
| Audi         | Audi Sport Team Absolute Racing              | Audi R8 LMS GT3 Evo          | 125 | Christopher Mies       | P       | 4              |
| Audi         | Audi Sport Team Absolute Racing              | Audi R8 LMS GT3 Evo          | 125 | Markus Winkelhock      | P       | 4              |
| Audi         | Montaplast by Land Motorsport                | Audi R8 LMS GT3 Evo          | 129 | Ricardo Feller         | P       | 3              |
| Audi         | Montaplast by Land Motorsport                | Audi R8 LMS GT3 Evo          | 129 | Jamie Green            | P       | 3              |
| Audi         | Montaplast by Land Motorsport                | Audi R8 LMS GT3 Evo          | 129 | Christopher Mies       | P       | 3              |
| Bentley      | Bentley Team M-Sport                         | Bentley Continental GT3      | 107 | Jules Gounon           | P       | alle           |
| Bentley      | Bentley Team M-Sport                         | Bentley Continental GT3      | 107 | Jordan Pepper          | P       | alle           |
| Bentley      | Bentley Team M-Sport                         | Bentley Continental GT3      | 107 | Steven Kane            | P       | 1-4            |
| Bentley      | Bentley Team M-Sport                         | Bentley Continental GT3      | 107 | Maxime Soulet          | P       | 5              |
| Bentley      | Bentley Team M-Sport                         | Bentley Continental GT3      | 108 | Maxime Soulet          | P       | 1-4            |
| Bentley      | Bentley Team M-Sport                         | Bentley Continental GT3      | 108 | Andy Soucek            | P       | 1, 4-5         |
| Bentley      | Bentley Team M-Sport                         | Bentley Continental GT3      | 108 | Vincent Abril          | P       | 1              |
| Bentley      | Bentley Team M-Sport                         | Bentley Continental GT3      | 108 | Markus Palttala        | P       | 2-3            |
| Bentley      | Bentley Team M-Sport                         | Bentley Continental GT3      | 108 | Lucas Ordoñez          | P       | 2              |
| Bentley      | Bentley Team M-Sport                         | Bentley Continental GT3      | 108 | Alex Buncombe          | P       | 3              |
| Bentley      | Bentley Team M-Sport                         | Bentley Continental GT3      | 108 | Seb Morris             | P       | 4              |
| Bentley      | Bentley Team M-Sport                         | Bentley Continental GT3      | 108 | Rodrigo Baptista       | P       | 5              |
| Bentley      | Bentley Team M-Sport                         | Bentley Continental GT3      | 108 | Steven Kane            | P       | 5              |
| Bentley      | M-Sport Team Bentley                         | Bentley Continental GT3      | 109 | Rodrigo Baptista       | P       | 3              |
| Bentley      | M-Sport Team Bentley                         | Bentley Continental GT3      | 109 | Callum MacLeod         | P       | 3              |
| Bentley      | M-Sport Team Bentley                         | Bentley Continental GT3      | 109 | Seb Morris             | P       | 3              |
| Bentley      | M-Sport Team Bentley                         | Bentley Continental GT3      | 110 | Pipo Derani            | P       | 3              |
| Bentley      | M-Sport Team Bentley                         | Bentley Continental GT3      | 110 | Lucas Ordóñez          | P       | 3              |
| Bentley      | M-Sport Team Bentley                         | Bentley Continental GT3      | 110 | Andy Soucek            | P       | 3              |
| BMW          | Boutsen Ginion                               | BMW M6 GT3                   | 9   | Gennaro Bonafede       | Am      | 3              |
| BMW          | Boutsen Ginion                               | BMW M6 GT3                   | 9   | Érik Maris             | Am      | 3              |
| BMW          | Boutsen Ginion                               | BMW M6 GT3                   | 9   | Karim Ojjeh            | Am      | 3              |
| BMW          | Boutsen Ginion                               | BMW M6 GT3                   | 9   | Marc Rostan            | Am      | 3              |
| BMW          | Walkenhorst Motorsport                       | BMW M6 GT3                   | 34  | Nick Catsburg          | P       | alle           |
| BMW          | Walkenhorst Motorsport                       | BMW M6 GT3                   | 34  | Mikkel Jensen          | P       | alle           |
| BMW          | Walkenhorst Motorsport                       | BMW M6 GT3                   | 34  | Christian Krognes      | P       | alle           |
| BMW          | Walkenhorst Motorsport                       | BMW M6 GT3                   | 36  | Henry Walkenhorst      | Am      | 3, 5           |
| BMW          | Walkenhorst Motorsport                       | BMW M6 GT3                   | 36  | Anders Buchardt        | Am      | 3              |
| BMW          | Walkenhorst Motorsport                       | BMW M6 GT3                   | 36  | David Pittard          | Am      | 3              |
| BMW          | Walkenhorst Motorsport                       | BMW M6 GT3                   | 36  | Don Yount              | Am      | 3              |
| BMW          | Walkenhorst Motorsport                       | BMW M6 GT3                   | 36  | Gennaro Bonafede       | Am      | 5              |
| BMW          | Walkenhorst Motorsport                       | BMW M6 GT3                   | 36  | Michael von Rooyen     | Am      | 5              |
| BMW          | BMW Team Schnitzer                           | BMW M6 GT3                   | 42  | Augusto Farfus         | P       | alle           |
| BMW          | BMW Team Schnitzer                           | BMW M6 GT3                   | 42  | Martin Tomczyk         | P       | alle           |
| BMW          | BMW Team Schnitzer                           | BMW M6 GT3                   | 42  | Chaz Mostert           | P       | 1-2            |
| BMW          | BMW Team Schnitzer                           | BMW M6 GT3                   | 42  | John Edwards           | P       | 3              |
| BMW          | BMW Team Schnitzer                           | BMW M6 GT3                   | 42  | Nick Yelloly           | P       | 4              |
| BMW          | BMW Team Schnitzer                           | BMW M6 GT3                   | 42  | Sheldon van der Linde  | P       | 5              |
| Ferrari      | apr with ARN Racing                          | Ferrari 488 GT3              | 8   | Yuta Kamimura          | S       | 4              |
| Ferrari      | apr with ARN Racing                          | Ferrari 488 GT3              | 8   | Hiroaki Nagai          | S       | 4              |
| Ferrari      | apr with ARN Racing                          | Ferrari 488 GT3              | 8   | Manabu Orido           | S       | 4              |
| Ferrari      | Wochenspiegel Team Monschau by Rinaldi       | Ferrari 488 GT3              | 22  | Jochen Krumbach        | S       | 5              |
| Ferrari      | Wochenspiegel Team Monschau by Rinaldi       | Ferrari 488 GT3              | 22  | David Perel            | S       | 5              |
| Ferrari      | Wochenspiegel Team Monschau by Rinaldi       | Ferrari 488 GT3              | 22  | Leonard Weiss          | S       | 5              |
| Ferrari      | HubAuto Corsa                                | Ferrari 488 GT3              | 27  | Nick Foster            | P       | 1-2, 4         |
| Ferrari      | HubAuto Corsa                                | Ferrari 488 GT3              | 27  | Tim Slade              | P       | 1-2            |
| Ferrari      | HubAuto Corsa                                | Ferrari 488 GT3              | 27  | Nick Percat            | P       | 1              |
| Ferrari      | HubAuto Corsa                                | Ferrari 488 GT3              | 27  | Miguel Molina          | P       | 2              |
| Ferrari      | HubAuto Corsa                                | Ferrari 488 GT3              | 27  | Nick Cassidy           | P       | 4              |
| Ferrari      | HubAuto Corsa                                | Ferrari 488 GT3              | 27  | Heikki Kovalainen      | P       | 4              |
| Ferrari      | HubAuto Corsa                                | Ferrari 488 GT3              | 227 | Nick Cassidy           | P       | 3              |
| Ferrari      | HubAuto Corsa                                | Ferrari 488 GT3              | 227 | Nick Foster            | P       | 3              |
| Ferrari      | HubAuto Corsa                                | Ferrari 488 GT3              | 227 | Daniel Serra           | P       | 3              |
| Ferrari      | Spirit of Race                               | Ferrari 488 GT3              | 51  | Paul Dalla Lana        | PA      | 1              |
| Ferrari      | Spirit of Race                               | Ferrari 488 GT3              | 51  | Pedro Lamy             | PA      | 1              |
| Ferrari      | Spirit of Race                               | Ferrari 488 GT3              | 51  | Mathias Lauda          | PA      | 1              |
| Ferrari      | AF Corse                                     | Ferrari 488 GT3              | 51  | Sam Bird               | P       | 3              |
| Ferrari      | AF Corse                                     | Ferrari 488 GT3              | 51  | James Calado           | P       | 3              |
| Ferrari      | AF Corse                                     | Ferrari 488 GT3              | 51  | Alessandro Pier Guidi  | P       | 3              |
| Ferrari      | AF Corse                                     | Ferrari 488 GT3              | 52  | Andrea Bertolini       | PA      | 3              |
| Ferrari      | AF Corse                                     | Ferrari 488 GT3              | 52  | Niek Hommerson         | PA      | 3              |
| Ferrari      | AF Corse                                     | Ferrari 488 GT3              | 52  | Louis Machiels         | PA      | 3              |
| Ferrari      | AF Corse                                     | Ferrari 488 GT3              | 52  | Toni Vilander          | PA      | 3              |
| Ferrari      | SMP Racing                                   | Ferrari 488 GT3              | 72  | Mikhail Aleshin        | P       | 3              |
| Ferrari      | SMP Racing                                   | Ferrari 488 GT3              | 72  | Miguel Molina          | P       | 3              |
| Ferrari      | SMP Racing                                   | Ferrari 488 GT3              | 72  | Davide Rigon           | P       | 3              |
| Ferrari      | CarGuy Racing                                | Ferrari 488 GT3              | 777 | James Calado           | P       | 4              |
| Ferrari      | CarGuy Racing                                | Ferrari 488 GT3              | 777 | Kei Cozzolino          | P       | 4              |
| Ferrari      | CarGuy Racing                                | Ferrari 488 GT3              | 777 | Miguel Molina          | P       | 4              |
| Honda        | Modulo Drago Corse                           | Honda NSX GT3                | 034 | Ryo Michigami          | P       | 4              |
| Honda        | Modulo Drago Corse                           | Honda NSX GT3                | 034 | Hiroki Otsu            | P       | 4              |
| Honda        | Modulo Drago Corse                           | Honda NSX GT3                | 034 | Daisuke Nakajima       | P       | 4              |
| Honda        | Team UpGarage                                | Honda NSX GT3                | 18  | Takashi Kobayashi      | P       | 4              |
| Honda        | Team UpGarage                                | Honda NSX GT3                | 18  | Kosuke Matsuura        | P       | 4              |
| Honda        | Team UpGarage                                | Honda NSX GT3                | 18  | Tadasuke Makino        | P       | 4              |
| Honda        | Jenson Team Rocket RJN                       | Honda NSX GT3                | 22  | Philipp Frommenwiler   | S       | 3              |
| Honda        | Jenson Team Rocket RJN                       | Honda NSX GT3                | 22  | Matt McMurry           | S       | 3              |
| Honda        | Jenson Team Rocket RJN                       | Honda NSX GT3                | 22  | Struan Moore           | S       | 3              |
| Honda        | Jenson Team Rocket RJN                       | Honda NSX GT3                | 22  | Ricardo Sánchez        | S       | 3              |
| Honda        | Honda Team Motul                             | Honda NSX GT3                | 30  | Bertrand Baguette      | P       | 2-5            |
| Honda        | Honda Team Motul                             | Honda NSX GT3                | 30  | Mario Farnbacher       | P       | 2-3            |
| Honda        | Honda Team Motul                             | Honda NSX GT3                | 30  | Renger van der Zande   | P       | 2-3            |
| Honda        | Honda Team Motul                             | Honda NSX GT3                | 30  | Marco Bonanomi         | P       | 4-5            |
| Honda        | Honda Team Motul                             | Honda NSX GT3                | 30  | Hideki Mutoh           | P       | 4              |
| Honda        | Honda Team Motul                             | Honda NSX GT3                | 30  | Dane Cameron           | P       | 5              |
| Honda        | Arrows Racing                                | Honda NSX GT3                | 98  | Lic Ka Liu             | Am      | 4              |
| Honda        | Arrows Racing                                | Honda NSX GT3                | 98  | Philip Ma              | Am      | 4              |
| Honda        | Arrows Racing                                | Honda NSX GT3                | 98  | Jacky Yeung            | Am      | 4              |
| Mercedes-AMG | Mercedes-AMG Team GOOD SMILE                 | Mercedes-AMG GT3             | 00  | Tatsuya Kataoka        | P       | 4              |
| Mercedes-AMG | Mercedes-AMG Team GOOD SMILE                 | Mercedes-AMG GT3             | 00  | Nobuteru Taniguchi     | P       | 4              |
| Mercedes-AMG | Mercedes-AMG Team GOOD SMILE                 | Mercedes-AMG GT3             | 00  | Kamui Kobayashi        | P       | 4              |
| Mercedes-AMG | Mercedes-AMG Team Black Falcon               | Mercedes-AMG GT3             | 4   | Yelmer Buurman         | P       | 3              |
| Mercedes-AMG | Mercedes-AMG Team Black Falcon               | Mercedes-AMG GT3             | 4   | Maro Engel             | P       | 3              |
| Mercedes-AMG | Mercedes-AMG Team Black Falcon               | Mercedes-AMG GT3             | 4   | Luca Stolz             | P       | 3              |
| Mercedes-AMG | Black Falcon                                 | Mercedes-AMG GT3             | 6   | Patrick Assenheimer    | S       | 3-5            |
| Mercedes-AMG | Black Falcon                                 | Mercedes-AMG GT3             | 6   | Hubert Haupt           | S       | 3-5            |
| Mercedes-AMG | Black Falcon                                 | Mercedes-AMG GT3             | 6   | Gabriele Piana         | S       | 3              |
| Mercedes-AMG | Black Falcon                                 | Mercedes-AMG GT3             | 6   | Absulaziz Al Faisal    | S       | 3              |
| Mercedes-AMG | Black Falcon                                 | Mercedes-AMG GT3             | 6   | Sergei Afanasiev       | S       | 5              |
| Mercedes-AMG | Mercedes-AMG Team SPS Automotive Performance | Mercedes-AMG GT3             | 10  | Yelmer Buurman         | P       | 5              |
| Mercedes-AMG | Mercedes-AMG Team SPS Automotive Performance | Mercedes-AMG GT3             | 10  | Maximilian Götz        | P       | 5              |
| Mercedes-AMG | Mercedes-AMG Team SPS Automotive Performance | Mercedes-AMG GT3             | 10  | Luca Stolz             | P       | 5              |
| Mercedes-AMG | Strakka Racing                               | Mercedes-AMG GT3             | 43  | Dominik Baumann        | P       | 2              |
| Mercedes-AMG | Strakka Racing                               | Mercedes-AMG GT3             | 43  | Adam Christodoulou     | P       | 2              |
| Mercedes-AMG | Strakka Racing                               | Mercedes-AMG GT3             | 43  | Christina Nielsen      | P       | 2              |
| Mercedes-AMG | Mercedes-AMG Team Strakka Racing             | Mercedes-AMG GT3             | 44  | Gary Paffett           | P       | 2-5            |
| Mercedes-AMG | Mercedes-AMG Team Strakka Racing             | Mercedes-AMG GT3             | 44  | Tristan Vautier        | P       | 2-5            |
| Mercedes-AMG | Mercedes-AMG Team Strakka Racing             | Mercedes-AMG GT3             | 44  | Lewis Williamson       | P       | 2-5            |
| Mercedes-AMG | SunEnergy1 Racing                            | Mercedes-AMG GT3             | 75  | Kenny Habul            | PA      | 1              |
| Mercedes-AMG | SunEnergy1 Racing                            | Mercedes-AMG GT3             | 75  | Dominik Baumann        | PA      | 1              |
| Mercedes-AMG | SunEnergy1 Racing                            | Mercedes-AMG GT3             | 75  | Thomas Jäger           | PA      | 1              |
| Mercedes-AMG | Mercedes-AMG Team Craft Bamboo Black Falcon  | Mercedes-AMG GT3             | 77  | Lucas Stolz            | P       | 1              |
| Mercedes-AMG | Mercedes-AMG Team Craft Bamboo Black Falcon  | Mercedes-AMG GT3             | 77  | Gary Paffett           | P       | 1              |
| Mercedes-AMG | Mercedes-AMG Team Craft Bamboo Black Falcon  | Mercedes-AMG GT3             | 77  | Maro Engel             | P       | 1              |
| Mercedes-AMG | Mercedes-AMG Team Craft-Bamboo Racing        | Mercedes-AMG GT3             | 77  | Lucas Stolz            | P       | 4              |
| Mercedes-AMG | Mercedes-AMG Team Craft-Bamboo Racing        | Mercedes-AMG GT3             | 77  | Yelmer Buurman         | P       | 4              |
| Mercedes-AMG | Mercedes-AMG Team Craft-Bamboo Racing        | Mercedes-AMG GT3             | 77  | Maximilian Götz        | P       | 4              |
| Mercedes-AMG | Mercedes-AMG Team AKKA ASP                   | Mercedes-AMG GT3             | 88  | Vincent Abril          | P       | 3              |
| Mercedes-AMG | Mercedes-AMG Team AKKA ASP                   | Mercedes-AMG GT3             | 88  | Raffaele Marciello     | P       | 3              |
| Mercedes-AMG | Mercedes-AMG Team AKKA ASP                   | Mercedes-AMG GT3             | 88  | Fabian Schiller        | P       | 3              |
| Mercedes-AMG | Mercedes-AMG Team Vodafone                   | Mercedes-AMG GT3             | 888 | Shane van Gisbergen    | P       | 1              |
| Mercedes-AMG | Mercedes-AMG Team Vodafone                   | Mercedes-AMG GT3             | 888 | Craig Lowndes          | P       | 1              |
| Mercedes-AMG | Mercedes-AMG Team Vodafone                   | Mercedes-AMG GT3             | 888 | Jamie Whincup          | P       | 1              |
| Mercedes-AMG | Mercedes-AMG Team GruppeM Racing             | Mercedes-AMG GT3             | 888 | Yelmer Buurman         | P       | 2              |
| Mercedes-AMG | Mercedes-AMG Team GruppeM Racing             | Mercedes-AMG GT3             | 888 | Maro Engel             | P       | 2              |
| Mercedes-AMG | Mercedes-AMG Team GruppeM Racing             | Mercedes-AMG GT3             | 888 | Luca Stolz             | P       | 2              |
| Mercedes-AMG | Mercedes-AMG Team GruppeM Racing             | Mercedes-AMG GT3             | 999 | Maximilian Buhk        | P       | alle           |
| Mercedes-AMG | Mercedes-AMG Team GruppeM Racing             | Mercedes-AMG GT3             | 999 | Maximilian Götz        | P       | 1-3            |
| Mercedes-AMG | Mercedes-AMG Team GruppeM Racing             | Mercedes-AMG GT3             | 999 | Raffaele Marciello     | P       | 1-2, 4-5       |
| Mercedes-AMG | Mercedes-AMG Team GruppeM Racing             | Mercedes-AMG GT3             | 999 | Lucas Auer             | P       | 3              |
| Mercedes-AMG | Mercedes-AMG Team GruppeM Racing             | Mercedes-AMG GT3             | 999 | Maro Engel             | P       | 4-5            |
| Nissan       | KCMG                                         | Nissan GT-R Nismo GT3 (2018) | 018 | Alexandre Imperatori   | P       | 4              |
| Nissan       | KCMG                                         | Nissan GT-R Nismo GT3 (2018) | 018 | Oliver Jarvis          | P       | 4              |
| Nissan       | KCMG                                         | Nissan GT-R Nismo GT3 (2018) | 018 | Edoardo Liberati       | P       | 4              |
| Nissan       | KCMG                                         | Nissan GT-R Nismo GT3 (2018) | 18  | Alexandre Imperatori   | P       | 1-3, 5         |
| Nissan       | KCMG                                         | Nissan GT-R Nismo GT3 (2018) | 18  | Oliver Jarvis          | P       | 1-3, 5         |
| Nissan       | KCMG                                         | Nissan GT-R Nismo GT3 (2018) | 18  | Edoardo Liberati       | P       | 1-3, 5         |
| Nissan       | KCMG                                         | Nissan GT-R Nismo GT3 (2018) | 35  | Josh Burdon            | P       | alle           |
| Nissan       | KCMG                                         | Nissan GT-R Nismo GT3 (2018) | 35  | Katsumasa Chiyo        | P       | alle           |
| Nissan       | KCMG                                         | Nissan GT-R Nismo GT3 (2018) | 35  | Tsugio Matsuda         | P       | 1, 3-4         |
| Nissan       | KCMG                                         | Nissan GT-R Nismo GT3 (2018) | 35  | Alex Buncombe          | P       | 2              |
| Nissan       | KCMG                                         | Nissan GT-R Nismo GT3 (2018) | 35  | João Paulo de Oliveira | P       | 5              |
| Nissan       | GTNET Motor Sports                           | Nissan GT-R Nismo GT3 (2015) | 5   | Teruhiko Hamano        | PA      | 4              |
| Nissan       | GTNET Motor Sports                           | Nissan GT-R Nismo GT3 (2015) | 5   | Kazuki Hoshino         | PA      | 4              |
| Nissan       | GTNET Motor Sports                           | Nissan GT-R Nismo GT3 (2015) | 5   | Ejii Yamada            | PA      | 4              |
| Nissan       | MP Racing                                    | Nissan GT-R Nismo GT3 (2015) | 9   | Joe Shindo             | Am      | 4              |
| Nissan       | MP Racing                                    | Nissan GT-R Nismo GT3 (2015) | 9   | Yusaku Shibata         | Am      | 4              |
| Nissan       | MP Racing                                    | Nissan GT-R Nismo GT3 (2015) | 9   | Takumi Takata          | Am      | 4              |
| Porsche      | Competition Motorsports / McElrea Racing     | Porsche 911 GT3 R (2018)     | 12  | David Calvert-Jones    | PA      | 1              |
| Porsche      | Competition Motorsports / McElrea Racing     | Porsche 911 GT3 R (2018)     | 12  | Kévin Estre            | PA      | 1              |
| Porsche      | Competition Motorsports / McElrea Racing     | Porsche 911 GT3 R (2018)     | 12  | Jaxon Evans            | PA      | 1              |
| Porsche      | Dinamic Motorsport                           | Porsche 911 GT3 R (2019)     | 12  | Earl Bamber            | P       | 5              |
| Porsche      | Dinamic Motorsport                           | Porsche 911 GT3 R (2019)     | 12  | Matt Campbell          | P       | 5              |
| Porsche      | Dinamic Motorsport                           | Porsche 911 GT3 R (2019)     | 12  | Laurens Vanthoor       | P       | 5              |
| Porsche      | GPX Racing                                   | Porsche 911 GT3 R (2019)     | 20  | Michael Christensen    | P       | 3, 5           |
| Porsche      | GPX Racing                                   | Porsche 911 GT3 R (2019)     | 20  | Kévin Estre            | P       | 3, 5           |
| Porsche      | GPX Racing                                   | Porsche 911 GT3 R (2019)     | 20  | Richard Lietz          | P       | 3, 5           |
| Porsche      | Frikadelli Racing Team                       | Porsche 911 GT3 R (2019)     | 31  | Mathieu Jaminet        | P       | 5              |
| Porsche      | Frikadelli Racing Team                       | Porsche 911 GT3 R (2019)     | 31  | Dennis Olsen           | P       | 5              |
| Porsche      | Frikadelli Racing Team                       | Porsche 911 GT3 R (2019)     | 31  | Nick Tandy             | P       | 5              |
| Porsche      | AMAC Motorsport                              | Porsche 997 GT3 R            | 51  | Andrew Macpherson      | S       | 4              |
| Porsche      | AMAC Motorsport                              | Porsche 997 GT3 R            | 51  | Ben Porter             | S       | 4              |
| Porsche      | AMAC Motorsport                              | Porsche 997 GT3 R            | 51  | Brad Shiels            | S       | 4              |
| Porsche      | LM corsa                                     | Porsche 991 GT3 R (2019)     | 60  | Juichi Wakisaka        | PA      | 4              |
| Porsche      | LM corsa                                     | Porsche 991 GT3 R (2019)     | 60  | Shigekazu Wakisaka     | PA      | 4              |
| Porsche      | LM corsa                                     | Porsche 991 GT3 R (2019)     | 60  | Kei Nakanishi          | PA      | 4              |
| Porsche      | Rowe Racing                                  | Porsche 991 GT3 R (2019)     | 98  | Romain Dumas           | P       | 3              |
| Porsche      | Rowe Racing                                  | Porsche 991 GT3 R (2019)     | 98  | Mathieu Jaminet        | P       | 3              |
| Porsche      | Rowe Racing                                  | Porsche 991 GT3 R (2019)     | 98  | Sven Müller            | P       | 3              |
| Porsche      | Rowe Racing                                  | Porsche 991 GT3 R (2019)     | 99  | Matt Campbell          | P       | 3              |
| Porsche      | Rowe Racing                                  | Porsche 991 GT3 R (2019)     | 99  | Dennis Olsen           | P       | 3              |
| Porsche      | Rowe Racing                                  | Porsche 991 GT3 R (2019)     | 99  | Dirk Werner            | P       | 3              |
| Porsche      | KÜS Team75 Bernhard                          | Porsche 991 GT3 R (2019)     | 117 | Earl Bamber            | P       | 3              |
| Porsche      | KÜS Team75 Bernhard                          | Porsche 991 GT3 R (2019)     | 117 | Timo Bernhard          | P       | 3              |
| Porsche      | KÜS Team75 Bernhard                          | Porsche 991 GT3 R (2019)     | 117 | Laurens Vanthoor       | P       | 3              |
| Porsche      | KÜS Team75 Bernhard                          | Porsche 991 GT3 R (2019)     | 911 | Romain Dumas           | P       | 5              |
| Porsche      | KÜS Team75 Bernhard                          | Porsche 991 GT3 R (2019)     | 911 | Sven Müller            | P       | 5              |
| Porsche      | KÜS Team75 Bernhard                          | Porsche 991 GT3 R (2019)     | 911 | Dirk Müller            | P       | 5              |
| Porsche      | Black Swan Racing                            | Porsche 991 GT3 R (2018)     | 540 | Jeroen Bleekemolen     | PA      | 1              |
| Porsche      | Black Swan Racing                            | Porsche 991 GT3 R (2018)     | 540 | Marc Lieb              | PA      | 1              |
| Porsche      | Black Swan Racing                            | Porsche 991 GT3 R (2018)     | 540 | Tim Pappas             | PA      | 1              |
| Porsche      | EBM                                          | Porsche 991 GT3 R (2018)     | 911 | Romain Dumas           | P       | 1, 4           |
| Porsche      | EBM                                          | Porsche 991 GT3 R (2018)     | 911 | Mathieu Jaminet        | P       | 1, 4           |
| Porsche      | EBM                                          | Porsche 991 GT3 R (2018)     | 911 | Sven Müller            | P       | 1, 4           |
| Porsche      | EBM                                          | Porsche 991 GT3 R (2018)     | 912 | Matt Campbell          | P       | 1              |
| Porsche      | EBM                                          | Porsche 991 GT3 R (2018)     | 912 | Dennis Olsen           | P       | 1              |
| Porsche      | EBM                                          | Porsche 991 GT3 R (2018)     | 912 | Dirk Werner            | P       | 1              |
| Porsche      | Park Place Motorsports                       | Porsche 991 GT3 R (2019)     | 911 | Romain Dumas           | P       | 2              |
| Porsche      | Park Place Motorsports                       | Porsche 991 GT3 R (2019)     | 911 | Mathieu Jaminet        | P       | 2              |
| Porsche      | Park Place Motorsports                       | Porsche 991 GT3 R (2019)     | 911 | Sven Müller            | P       | 2              |
| Porsche      | Wright Motorsports                           | Porsche 991 GT3 R (2019)     | 912 | Matt Campbell          | P       | 2              |
| Porsche      | Wright Motorsports                           | Porsche 991 GT3 R (2019)     | 912 | Dennis Olsen           | P       | 2              |
| Porsche      | Wright Motorsports                           | Porsche 991 GT3 R (2019)     | 912 | Dirk Werner            | P       | 2              |
| Porsche      | Absolute Racing                              | Porsche 991 GT3 R (2019)     | 912 | Matt Campbell          | P       | 4              |
| Porsche      | Absolute Racing                              | Porsche 991 GT3 R (2019)     | 912 | Dennis Olsen           | P       | 4              |
| Porsche      | Absolute Racing                              | Porsche 991 GT3 R (2019)     | 912 | Dirk Werner            | P       | 4              |

| Symbol | Fahrer-Wertung |
| ------ | -------------- |
| P      | Pro Cup        |
| S      | Silver Cup     |
| PA     | Pro-Am Cup     |
| Am     | Am Cup         |

## Rennkalender und Ergebnisse
| Runde | Rennen                                                      | Datum        | Pole-Position                                           | Sieger                                                | Siegender Hersteller | Fahrzeug                 |
| ----- | ----------------------------------------------------------- | ------------ | ------------------------------------------------------- | ----------------------------------------------------- | -------------------- | ------------------------ |
| 1     | 12-Stunden-Rennen von Bathurst (Bathurst)                   | 3. Februar   | Mercedes-AMG Team GruppeM Racing                        | EBM                                                   | Porsche              | Porsche 991 GT3 R (2018) |
| 1     | 12-Stunden-Rennen von Bathurst (Bathurst)                   | 3. Februar   | Maximilian Buhk Maximilian Götz Raffaele Marciello      | Matt Campbell Dennis Olsen Dirk Werner                | Porsche              | Porsche 991 GT3 R (2018) |
| 2     | 8-Stunden-Rennen von Laguna Seca (Monterey)                 | 30. März     | Honda Team Motul                                        | HubAuto Corsa                                         | Ferrari              | Ferrari 488 GT3          |
| 2     | 8-Stunden-Rennen von Laguna Seca (Monterey)                 | 30. März     | Bertrand Baguette Mario Farnbacher Renger van der Zande | Nick Foster Miguel Molina Tim Slade                   | Ferrari              | Ferrari 488 GT3          |
| 3     | 24-Stunden-Rennen von Spa-Francorchamps (Spa-Francorchamps) | 27-28. Juli  | Mercedes-AMG Team Black Falcon                          | GPX Racing                                            | Porsche              | Porsche 991 GT3 R (2019) |
| 3     | 24-Stunden-Rennen von Spa-Francorchamps (Spa-Francorchamps) | 27-28. Juli  | Yelmer Buurman Maro Engel Luca Stolz                    | Michael Christensen Kévin Estre Richard Lietz         | Porsche              | Porsche 991 GT3 R (2019) |
| 4     | 10-Stunden-Rennen von Suzuka (Suzuka)                       | 25. August   | BMW Team Schnitzer                                      | Audi Sport Team WRT                                   | Audi                 | Audi R8 LMS GT3 Evo      |
| 4     | 10-Stunden-Rennen von Suzuka (Suzuka)                       | 25. August   | Augusto Farfus Martin Tomczyk Nick Yelloly              | Kelvin van der Linde Dries Vanthoor Frédéric Vervisch | Audi                 | Audi R8 LMS GT3 Evo      |
| 5     | 9-Stunden-Rennen von Kyalami (Midrand)                      | 23. November | Frikadelli Racing                                       | Frikadelli Racing                                     | Porsche              | Porsche 911 GT3 R (2019) |
| 5     | 9-Stunden-Rennen von Kyalami (Midrand)                      | 23. November | Mathieu Jarminet Dennis Olsen Nick Tandy                | Mathieu Jarminet Dennis Olsen Nick Tandy              | Porsche              | Porsche 911 GT3 R (2019) |

## Wertungen
Meisterschaftspunkte wurden für die ersten zehn Plätze in jedem Rennen vergeben. Die Teilnehmer mussten 75 % der Renndistanz des Siegerfahrzeugs absolvieren, um in die Wertung zu kommen und Punkte zu erhalten, mit Ausnahme von Bathurst, wo ein Fahrzeug lediglich die Ziellinie überqueren musste, um gewertet zu werden. Einzelne Fahrer mussten mindestens 25 Minuten lang an einem Rennen teilnehmen, um Meisterschaftspunkte zu erhalten. Ein Hersteller erhielt nur Punkte für die beiden bestplatzierten Fahrzeuge in jeder Runde.

### Fahrerwertung
| Rang | Fahrer           | Hersteller   | Australien | Vereinigte Staaten | Belgien | Japan | Sudafrika | Punkte |
| ---- | ---------------- | ------------ | ---------- | ------------------ | ------- | ----- | --------- | ------ |
| 1    | D. Olsen         | Porsche      | 1          | DNF                | 6       | 3     | 1         | 73     |
| 2    | M. Götz          | Mercedes-AMG | 2          | 2                  | 8       | 4     | 5         | 62     |
| 3    | M. Buhk          | Mercedes-AMG | 2          | 2                  | 8       | 2     | DNF       | 58     |
| 4    | R. Marciello     | Mercedes-AMG | 2          | 2                  | 10      | 2     | DNF       | 55     |
| 5    | F. Vervisch      | Audi         | DNF        | 4                  | 3       | 1     | 10        | 53     |
| 6    | M. Jaminet       | Porsche      | DNF        | 3                  | 4       | 13    | 1         | 52     |
| 7    | M. Campbell      | Porsche      | 1          | DNF                | 6       | 3     | 8         | 52     |
| 8    | D. Werner        | Porsche      | 1          | DNF                | 6       | 3     | 9         | 50     |
| 9    | L. Stolz         | Mercedes-AMG | DNF        | 6                  | 2       | 4     | 5         | 48     |
| 9    | Y. Buurman       | Mercedes-AMG |            | 6                  | 2       | 4     | 5         | 48     |
| 10   | C. Haase         | Audi         | 10         | 4                  | 3       | 7     | 4         | 46     |
| 11   | M. Engel         | Mercedes-AMG | DNF        | 6                  | 2       | 2     | DNF       | 44     |
| 12   | K. Estre         | Porsche      | DNF        |                    | 1       |       | 3         | 40     |
| 12   | M. Christensen   | Porsche      |            |                    | 1       |       | 3         | 40     |
| 12   | R. Lietz         | Porsche      |            |                    | 1       |       | 3         | 40     |
| 13   | M. Winkelhock    | Audi         | 10         | 7                  | 3       | 7     | 4         | 40     |
| 14   | D. Vanthoor      | Audi         |            | 4                  | 15      | 1     | 10        | 38     |
| 15   | A. Farfus        | BMW          | 4          | 5                  | DNF     | 5     | 7         | 38     |
| 15   | M. Tomczyk       | BMW          | 4          | 5                  | DNF     | 5     | 7         | 38     |
| 16   | K. van der Linde | Audi         | DNF        | 7                  |         | 1     | 10        | 32     |
| 17   | R. Dumas         | Porsche      | DNF        | 3                  | 4       | 13    | 9         | 29     |
| 17   | S. Müller        | Porsche      | DNF        | 3                  | 4       | 13    | 9         | 29     |
| 18   | N. Foster        | Ferrari      | 12         | 1                  | DNF     | 24    |           | 25     |
| 18   | T. Slade         | Ferrari      | 12         | 1                  |         |       |           | 25     |
| 18   | M. Molina        | Ferrari      |            | 1                  | DNF     | 11    |           | 25     |
| 20   | C. Mies          | Audi         | 10         | 7                  | 11      | 7     | 4         | 25     |
| 21   | M. Jensen        | BMW          | DNF        | 8                  | 9       | DNF   | 2         | 24     |
| 21   | N. Catsburg      | BMW          | DNF        | 8                  | 9       | DNF   | 2         | 24     |
| 21   | C. Krognes       | BMW          | DNF        | 8                  | 9       | DNF   | 2         | 24     |
| 22   | C. Mostert       | BMW          | 4          | 5                  |         |       |           | 22     |
| 23   | A. Imperatori    | Nissan       | 6          | 9                  | 12      | 18    | 6         | 18     |
| 23   | O. Jarvis        | Nissan       | 6          | 9                  | 12      | 18    | 6         | 18     |
| 23   | E. Liberati      | Nissan       | 6          | 9                  | 12      | 18    | 6         | 18     |
| 24   | S. van Gisbergen | Mercedes-AMG | 3          |                    |         |       |           | 15     |
| 24   | C. Lowndes       | Mercedes-AMG | 3          |                    |         |       |           | 15     |
| 24   | J. Whincup       | Mercedes-AMG | 3          |                    |         |       |           | 15     |
| 25   | M. Soulet        | Bentley      | 5          | 11                 | DNF     |       | 11        | 10     |
| 25   | A. Soucek        | Bentley      | 5          |                    | 16      | 21    | 16        | 10     |
| 25   | V. Abril         | Bentley      | 5          |                    |         |       |           | 10     |
| 25   | V. Abril         | Mercedes-AMG |            |                    | 10      |       |           | 10     |
| 25   | B. Baguette      | Honda        |            | 13                 | 5       | 15    | DNF       | 10     |
| 25   | M. Farnbacher    | Honda        |            | 13                 | 5       |       |           | 10     |
| 25   | R. van der Zande | Honda        |            | 13                 | 5       |       |           | 10     |
| 25   | N. Yelloly       | BMW          |            |                    |         | 5     |           | 10     |
| 29   | S. Kane          | Bentley      | 7          | DNF                | 20      | 8     | 16        | 10     |
| 29   | J. Gounon        | Bentley      | 7          | DNF                | 20      | 8     | 11        | 10     |
| 29   | J. Pepper        | Bentley      | 7          | DNF                | 20      | 8     | 11        | 10     |
| 29   | E. Bamber        | Porsche      |            |                    | 7       |       | 8         | 10     |
| 29   | L. Vanthoor      | Porsche      |            |                    | 7       |       | 8         | 10     |
| 31   | J. Burdon        | Nissan       | 11         | 12                 | 18      | 6     | 15        | 08     |
| 31   | K. Chiyo         | Nissan       | 11         | 12                 | 18      | 6     | 15        | 08     |
| 31   | T. Matsuda       | Nissan       | 11         |                    | 18      | 6     |           | 08     |
| 32   | T. Bernhard      | Porsche      |            |                    | 7       |       |           | 06     |
| 32   | S. van der Linde | BMW          |            |                    |         |       | 7         | 06     |
| 34   | P. Dalla Lana    | Ferrari      | 8          |                    |         |       |           | 04     |
| 34   | P. Lamy          | Ferrari      | 8          |                    |         |       |           | 04     |
| 34   | M. Lauda         | Ferrari      | 8          |                    |         |       |           | 04     |
| 34   | L. Auer          | Mercedes-AMG |            |                    | 8       |       |           | 04     |
| 36   | M. Cini          | Audi         | 9          |                    |         |       |           | 02     |
| 36   | D. Fiore         | Audi         | 9          |                    |         |       |           | 02     |
| 36   | L. Holdsworth    | Audi         | 9          |                    |         |       |           | 02     |
| 36   | G. Paffett       | Mercedes-AMG | DNF        | DNF                | 13      | 9     | DNF       | 02     |
| 36   | T. Vautier       | Mercedes-AMG |            | DNF                | 13      | 9     | DNF       | 02     |
| 36   | L. Williamson    | Mercedes-AMG |            | DNF                | 13      | 9     | DNF       | 02     |
| 38   | D. Baumann       | Mercedes-AMG | DNF        | 10                 |         |       |           | 01     |
| 38   | A. Christodoulou | Mercedes-AMG |            | 10                 |         |       |           | 01     |
| 38   | C. Nielsen       | Mercedes-AMG |            | 10                 |         |       |           | 01     |
| 38   | F. Schiller      | Mercedes-AMG |            |                    | 10      |       |           | 01     |
| 38   | T. Kataoka       | Mercedes-AMG |            |                    |         | 10    |           | 01     |
| 38   | K. Kobayashi     | Mercedes-AMG |            |                    |         | 10    |           | 01     |
| 38   | N. Taniguchi     | Mercedes-AMG |            |                    |         | 10    |           | 01     |

### Herstellerwertung
| Rang | Hersteller   | Australien | Vereinigte Staaten | Belgien | Japan | Sudafrika | Punkte |
| ---- | ------------ | ---------- | ------------------ | ------- | ----- | --------- | ------ |
| 1    | Porsche      | 1          | 3                  | 1       | 3     | 1         | 133    |
| 1    | Porsche      | DNF        | DNF                | 4       | 10    | 3         | 133    |
| 2    | Mercedes-AMG | 2          | 2                  | 2       | 2     | 5         | 126    |
| 2    | Mercedes-AMG | 3          | 6                  | 6       | 4     | 10        | 126    |
| 3    | Audi         | 9          | 4                  | 3       | 1     | 4         | 085    |
| 3    | Audi         | 10         | 7                  | 8       | 7     | 8         | 085    |
| 4    | BMW          | 4          | 5                  | 7       | 5     | 2         | 066    |
| 4    | BMW          | DNF        | 8                  | 13      | DNF   | 7         | 066    |
| 5    | Ferrari      | 8          | 1                  | 15      | 9     | 11        | 031    |
| 5    | Ferrari      | 12         |                    | DNF     | 15    |           | 031    |
| 6    | Nissan       | 6          | 9                  | 9       | 6     | 6         | 030    |
| 6    | Nissan       | 11         | 11                 | 12      | 13    | 12        | 030    |
| 7    | Bentley      | 5          | 10                 | 10      | 8     | 9         | 024    |
| 7    | Bentley      | 7          | DNF                | 14      | 14    | 13        | 024    |
| 8    | Honda        |            | 12                 | 5       | 11    | DNF       | 010    |
| 8    | Honda        |            |                    | 11      | 12    |           | 010    |